# Вахер Герберт Йосепович
Герберт Йосепович Вахер (нар. 28 листопада 1928, Тяннапере — пом. 25 липня 2013) — боцман на теплоходах Естонського морського пароплавства Міністерства морського флоту СРСР, Герой Соціалістичної Праці.

## Біографія
Народився 28 листопада 1928 року в селі Тяннапере (нині у міському самоврядуванні Пайде повіту Ярвамаа, Естонія) у естонській селянській сім'ї. У 1946—1947 роках служив у Ярвамаадському батальйоні народного захисту. Проягом 1947—1948 років навчався у Талліннській школі морехідного навчання. Працював матросом на суднах Естонського морського пароплавства. У 1952—1960 роках — боцман пароплава «Кері». Член КПРС з 1956 року. 3 серпня 1960 року нагороджений орденом «Знак Пошани».
У 1960—1971 роках — боцман теплохода «Яренськ», який доставляв вантажі до країн Північної Європи. Завдяки його раціоналізаторським пропозиціям інженерами конструкторського бюро Естонського морського пароплавства розроблена система механічного розкриття трюмів, яка почала працювати на судні. Брав участь у модернізації та реконструкції теплоходів типу «Тиса», що дозволило збільшити термін їхньої експлуатації без заводського ремонту до трьох років. Удостоєний звань «Ударник комуністичної праці» та «Кращий боцман пароплавства». Указом Президії Верховної Ради СРСР від 4 травня 1971 року за визначні успіхи, досягнуті у виконанні завдань п'ятирічного плану розвитку морського транспорту, Вахеру Герберту Йосеповичу надано звання Героя Соціалістичної Праці з врученням ордена Леніна (№ 379 736) та золотої медалі «Серп і Молот» (№ 16 193).
Протягом 1971—1989 років — боцман теплохода «Лугуст Кульберг» Естонського морського пароплавства. Обирався депутатом Верховної Ради Естонської РСР 8-го скликання (1971—1975), Талліннської міської Ради народних депутатів. У 1971 році був делегатом XVI з'їзду Комуністичної партії Естонії. З 1989 року — на пенсії. Жив у Таллінні. Помер 25 липня 2013 року. Похований на цвинтарі міста Локси.